# Romblon (eiland)
Romblon is een eiland in de Filipijnse provincie Romblon in de centraal gelegen eilandengroep Visayas. Romblon is het grootste eiland van provinciehoofdstad Romblon. Tijdens de laatste census had het eiland 36.612 inwoners.

## Fauna
Op het eiland komen diverse voor de Filipijnen endemische vogelsoorten voor. Voorbeelden zijn de leikruinbuulbuul (hypsipetes siquijorensis), Winchells ijsvogel (halcyon winchelli), de Filipijnse spoorkoekoek (centropus viridis), blauwnekpapegaai, Grays dwergsalangaan (collocalia troglodytes), de gestreepte honingvogel (dicaeum aeruginosum), de Filipijnse vleermuisparkiet (Filipijnse vleermuisparkiet), de Filipijns boshoen. Ook de bijna-endemische rosse paradijsmonarch (terpsiphone cinnamomea), blauwnekpapegaai (Tanygnathus lucionensis) en Filipijns boshoen (Megapodius cumingii) komen voor op Romblon.